# Милорадович Олександра Григорівна
Милорадович Олександра Григорівна (1830–1890) — українська співачка (драм. сопрано). Народилася в Калюжинцях Срібнянського району. Виступала в салонах полтавських і чернігівських поміщиків (Качанівка). Її творчість високо цінували П. Куліш та М. Кропивницький.